# FC Džiugas
FC Džiugas (lit. Futbolo klubas Džiugas) – litewski klub piłkarski z siedzibą w Telsze.

## Historia
Klub piłkarski powstał w 2014 roku, kiedy założony został klub piłkarski „Džiugas” (lit. VšĮ Telšių futbolo ateitis). W 2015 klub awansował do Pirma lyga.
W 2020 klub awansował do najwyższej grupy rozgrywkowej na Litwie (A lyga).

## Bilans ligowy od sezonu 2014
| Sezon | Div. | Liga                | Pozycja | @      | Uwagi |
| ----- | ---- | ------------------- | ------- | ------ | ----- |
| 2014  | 3.   | Antra lyga (Zachód) | 2.      | [ 1 ]  | Awans |
| 2015  | 2.   | Pirma lyga          | 10.     | [ 2 ]  |       |
| 2016  | 2.   | Pirma lyga          | 7.      | [ 3 ]  |       |
| 2017  | 2.   | Pirma lyga          | 5.      | [ 4 ]  |       |
| 2018  | 2.   | Pirma lyga          | 5.      | [ 5 ]  |       |
| 2019  | 2.   | Pirma lyga          | 1.      | [ 6 ]  | Awans |
| 2020  | 2.   | Pirma lyga          | 4.      | [ 8 ]  | Awans |
| 2021  | 1.   | A lyga              | 8.      | [ 9 ]  |       |
| 2022  | 1.   | A lyga              | 9.      | [ 10 ] |       |
| 2023  | 1.   | A lyga              | 9.      | [ 11 ] |       |
| 2024  | 1.   | A lyga              | 6.      | [ 12 ] |       |

## Skład w sezonie 2025
Stan na 29 lipca 2025
| Nr | Poz. | Piłkarz               |
| -- | ---- | --------------------- |
| 2  | OB   | Orlandas Jakas        |
| 3  | OB   | Miroslaw Puszkarow    |
| 7  | PO   | Martynas Vasiliauskas |
| 16 | PO   | Airimas Pilipavičius  |
| 21 | NA   | Eridanas Bagužas      |

| Nr | Poz. | Piłkarz              |
| -- | ---- | -------------------- |
| 31 | BR   | Marius Paukštė       |
| 33 | OB   | Lukas Ankudinovas    |
| 40 | BR   | Vykintas Gaudiešius  |
| 88 | PO   | Edvinas Sirutavičius |
| 87 | PO   | Karolis Šilkaitis    |
| 77 | PO   | Simonas Urbys        |
| 10 | PO   | Vilius Piliukaitis   |
|    | NA   | Oleksandr Kurtsev ✔️ |
| 90 | OB   | Ronald Sobowale ✔️   |
|    | PO   | Gastón Romano ✔️     |

## Trenerzy
- Vijūnas Vasiliauskas (2015–2016);
- Anatolij Čumak (2016);
- Vijūnas Vasiliauskas (2017–2018);
- Marius Šluta (2019[13] – 13 czerwca 2022)[14];
- João Prates (2022–2023)
- Andrius Lipskis (10 stycznia 2024–)